# シネイ (小惑星)
シネイ (3138 Ciney) は、小惑星帯の小惑星である。ラ・シヤ天文台でアンリ・ドゥブオーニュが発見した。
ベルギーのワロン地域に属するナミュール州のシネイに因んで名付けられた。